# Neuer jüdischer Friedhof (Oberhausen)
Der Neue jüdische Friedhof Oberhausen befindet sich in der kreisfreien Stadt Oberhausen in Nordrhein-Westfalen.
Der jüdische Friedhof liegt an der Emscher Straße neben dem Westfriedhof im Oberhausener Stadtteil Lirich im Stadtbezirk Alt-Oberhausen. Auf dem Friedhof, der von 1918 bis 1971 belegt wurde, befinden sich 70 Grabsteine.
In der NS-Zeit wurde der Friedhof fast völlig zerstört. Friedhofsgärtner vergruben einige Steine auf dem Friedhof und retteten sie dadurch. Nach dem Krieg konnten diese Steine fast unzerstört geborgen werden.